# Rho Serpentis
Rho Serpentis (ρ Serpentis, förkortat Rho Ser, ρ Ser) som är stjärnans Bayerbeteckning, är en ensam stjärna belägen i den nordöstra delen av stjärnbilden Ormen, i den del som representerar ”ormens huvud” (Serpens Caput). Den har en skenbar magnitud på 4,78 och är synlig för blotta ögat där ljusföroreningar ej förekommer. Baserat på parallaxmätning inom Hipparcosuppdraget på ca 8,7 mas, beräknas den befinna sig på ett avstånd på ca 370 ljusår (ca 115 parsek) från solen.

## Egenskaper
Rho Serpentis är en orange till röd jättestjärna av spektralklass K5 III och utsänder från dess fotosfär ca 450 gånger mera energi än solen.